# Encurtamento de URL
Encurtamento de URL é uma técnica utilizada na internet para transformar um endereço HTTP em um link mais curto. O encurtamento de URL ganhou destaque na internet com a popularização do Twitter, em que os usuários possuíam um limite de 140 caracteres para suas postagens. Assim, economizar caracteres com um encurtador de URL permitia transmitir mais informações por tuite. Além disso, links encurtados são mais agradáveis para a leitura, tornando o texto que contém o link mais limpo e legível.
Algumas ferramentas de encurtamento de URL permitem acompanhar estatísticas de acessos aos links encurtados, como o bit.ly. Assim, pode-se monitorar a frequência de acessos. Outras permitem personalizar a URL curta, facilitando ainda mais a leitura e o acesso pelo leitor.
O uso de encurtamento de URL pode resultar em alguns inconvenientes. Um desses é a lentidão no carregamento de páginas, já que o acesso dar-se-á por mais um servidor, além de acontecer mais requisições de HTTP e DNS. Outro inconveniente do uso de encurtadores de URL é a capacidade de mascarar o endereço original. Como o link verdadeiro fica oculto, links encurtados já foram e ainda são usados para espalhar vírus de computador. Com isso, podem ser mascaradas URLs que levem a lugares inesperados, como sites com cenas chocantes (shock sites); golpes de phishing; ataques XSS; sites com malware; e sites de difusão de spam ou pegadinhas (como o rickrolling). 